# 前置前驅

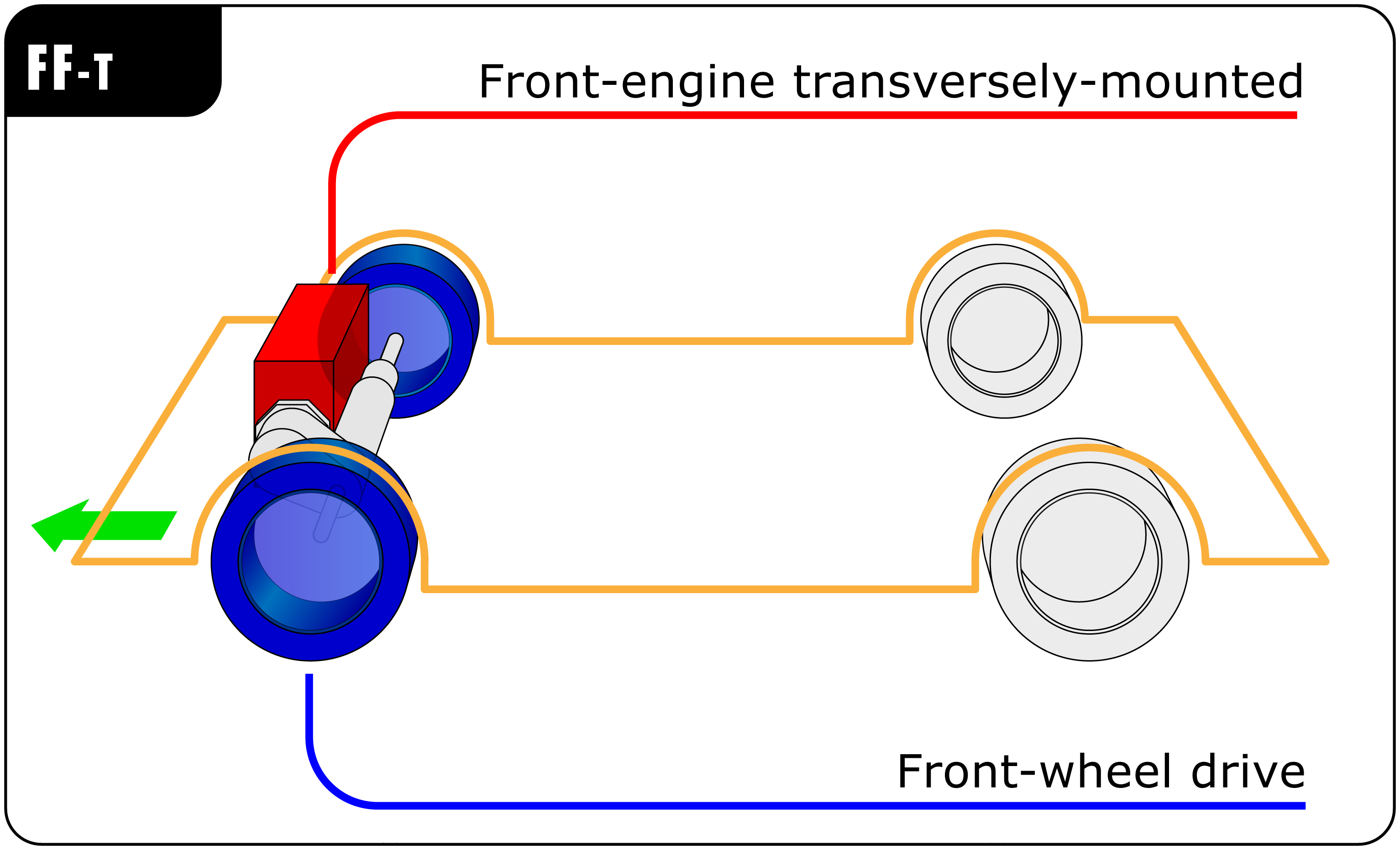
前置前驅（橫置引擎）

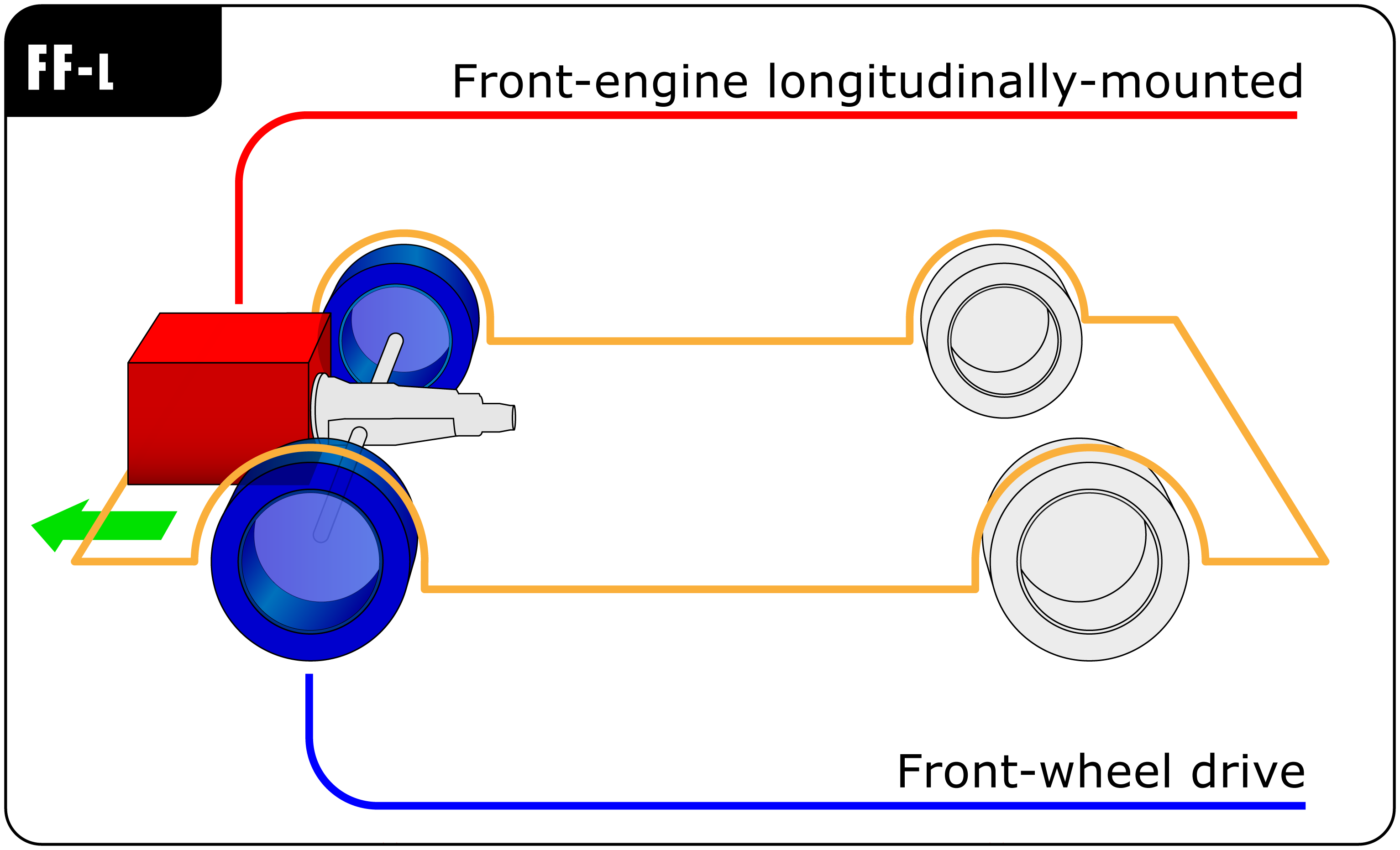
前置前驅（縱置引擎）

前輪驅動佈局（英文：Front-engine, Front-wheel-drive layout，縮寫：FF），簡稱前置前驅，意指引擎前置在車頭，由前輪驅動整輛汽車的方式。
前置前驅是於1970年代才慢慢被推廣，在現代的中、小型轎車中普遍使用前置前驅。其優點為傳動系統元件較少，節省燃油，而且可以降低車廂地板、增加車內空間。其缺點為由於前輪同时承擔驅動和轉向兩種功能，負擔較重，在高速行驶時穩定性較差。另外，操控時容易發生轉向不足。此外，由於驅動輪在車體前端，上坡時驅動輪容易打滑，下坡時容易翻車。

## 參看
- 前輪驅動
- 後輪驅動
- 四輪驅動
- 前置後驅
- 前置四驅
- 中置四驅
- 中置前驅
- 中置後驅
- 後置後驅